# Úrvalsdeild 2025
La Besta-deild karla 2025 è la 114ª edizione della massima divisione del campionato islandese di calcio, la quarta con la nuova denominazione, iniziata il 5 aprile 2025 e con termine il 14 settembre successivo.
La squadra campione in carica è il Breiðablik, che ha vinto il suo terzo titolo nazionale nella stagione 2024.

## Stagione

### Novità
Dalla stagione precedente sono stati retrocessi HK Kópavogur e Fylkir, ultime due classificate del campionato. Al loro posto dalla 1. deild karla sono stati promossi il primo classificato ÍBV Vestmannæyja, dopo un anno di assenza, e il vincitore dei play-off Afturelding, al debutto in massima serie.

### Formula
Nella prima fase le 12 squadre partecipanti si affrontano in un girone all'italiana con partite di andata e ritorno, per un totale di 22 giornate. Al termine della stagione regolare, le squadre vengono divise in due gruppi in base alla classifica: le prime sei formano un nuovo girone e competono per il titolo e la qualificazione alle competizioni europee; le ultime sei, invece, lottano per non retrocedere. In entrambi i gironi le squadre si affrontano in un girone all'italiana, con partite di sola andata, per un totale di 5 giornate. Nel girone per il titolo: la squadra prima classificata è campione di Islanda e si qualifica per il primo turno di qualificazione della UEFA Champions League 2026-2027; la squadra seconda classificata si qualifica per il primo turno di qualificazione della UEFA Conference League 2026-2027, assieme alla vincitrice della Coppa d'Islanda. Nel girone per la salvezza le ultime due classificate retrocedono direttamente in 1. deild karla.

## Squadre partecipanti
| Club             | Città          | Stadio           | Stagione precedente  |
| ---------------- | -------------- | ---------------- | -------------------- |
| Afturelding      | Mosfellsbær    | Varmárvöllur     | 4° in 1. deild karla |
| Breiðablik       | Kópavogur      | Kópavogsvöllur   | Campione d'Islanda   |
| FH Hafnarfjörður | Hafnarfjörður  | Kaplakriki       | 6° in Úrvalsdeild    |
| Fram Reykjavík   | Reykjavík      | Laugardalsvöllur | 9° in Úrvalsdeild    |
| ÍA Akraness      | Akranes        | Akranesvöllur    | 5° in Úrvalsdeild    |
| ÍBV Vestmannæyja | Vestmannaeyjar | Hásteinsvöllur   | 1° in 1. deild karla |
| KA Akureyri      | Akureyri       | Akureyrarvöllur  | 7° in Úrvalsdeild    |
| KR Reykjavík     | Reykjavík      | KR-völlur        | 8° in Úrvalsdeild    |
| Stjarnan         | Garðabær       | Stjörnuvöllur    | 4° in Úrvalsdeild    |
| Valur            | Reykjavík      | Valsvöllur       | 3° in Úrvalsdeild    |
| Vestri           | Ísafjörður     | Torfnesvöllur    | 10° in Úrvalsdeild   |
| Víkingur         | Reykjavík      | Víkingsvöllur    | 2° in Úrvalsdeild    |

## Stagione regolare

### Classifica
|  | Pos. | Squadra          | Pt | G | V | N | P | GF | GS | DR |
|  | ---- | ---------------- | -- | - | - | - | - | -- | -- | -- |
|  | 1.   | Afturelding      | 0  | 0 | 0 | 0 | 0 | 0  | 0  | 0  |
|  | 2.   | Breiðablik       | 0  | 0 | 0 | 0 | 0 | 0  | 0  | 0  |
|  | 3.   | FH Hafnarfjörður | 0  | 0 | 0 | 0 | 0 | 0  | 0  | 0  |
|  | 4.   | Fram Reykjavík   | 0  | 0 | 0 | 0 | 0 | 0  | 0  | 0  |
|  | 5.   | ÍA Akraness      | 0  | 0 | 0 | 0 | 0 | 0  | 0  | 0  |
|  | 6.   | ÍBV Vestmannæyja | 0  | 0 | 0 | 0 | 0 | 0  | 0  | 0  |
|  | 7.   | KA Akureyri      | 0  | 0 | 0 | 0 | 0 | 0  | 0  | 0  |
|  | 8.   | KR Reykjavík     | 0  | 0 | 0 | 0 | 0 | 0  | 0  | 0  |
|  | 9.   | Stjarnan         | 0  | 0 | 0 | 0 | 0 | 0  | 0  | 0  |
|  | 10.  | Valur            | 0  | 0 | 0 | 0 | 0 | 0  | 0  | 0  |
|  | 11.  | Vestri           | 0  | 0 | 0 | 0 | 0 | 0  | 0  | 0  |
|  | 12.  | Víkingur         | 0  | 0 | 0 | 0 | 0 | 0  | 0  | 0  |

Legenda:
      Ammessa alla Poule scudetto.
      Ammessa alla Poule retrocessione.
Note:
Tre punti a vittoria, uno a pareggio, zero a sconfitta.
La classifica viene stilata secondo i seguenti criteri:
- Punti conquistati
- Differenza reti generale
- Reti totali realizzate
- Punti conquistati negli scontri diretti
- Differenza reti negli scontri diretti
- Reti realizzate negli scontri diretti
- Reti realizzate in trasferta negli scontri diretti
- play-off (solo per decidere la squadra campione)
- Sorteggio

## Poule scudetto
Le squadre mantengono i punti conquistati nella stagione regolare.

### Classifica
|  | Pos. | Squadra | Pt | G | V | N | P | GF | GS | DR |
|  | ---- | ------- | -- | - | - | - | - | -- | -- | -- |
|  | 1.   |         |    |   |   |   |   |    |    |    |
|  | 2.   |         |    |   |   |   |   |    |    |    |
|  | 3.   |         |    |   |   |   |   |    |    |    |
|  | 4.   |         |    |   |   |   |   |    |    |    |
|  | 5.   |         |    |   |   |   |   |    |    |    |
|  | 6.   |         |    |   |   |   |   |    |    |    |

Legenda:
      Campione d'Islanda e ammessa alla UEFA Champions League 2026-2027.
      Ammessa alla UEFA Conference League 2026-2027.
Note:
Tre punti a vittoria, uno a pareggio, zero a sconfitta.

## Poule retrocessione
Le squadre mantengono i punti conquistati nella stagione regolare.

### Classifica
|  | Pos. | Squadra | Pt | G | V | N | P | GF | GS | DR |
|  | ---- | ------- | -- | - | - | - | - | -- | -- | -- |
|  | 7.   |         |    |   |   |   |   |    |    |    |
|  | 8.   |         |    |   |   |   |   |    |    |    |
|  | 9.   |         |    |   |   |   |   |    |    |    |
|  | 10.  |         |    |   |   |   |   |    |    |    |
|  | 11.  |         |    |   |   |   |   |    |    |    |
|  | 12.  |         |    |   |   |   |   |    |    |    |

Legenda:
      Retrocessa in 1. deild karla 2026
Note:
Tre punti a vittoria, uno a pareggio, zero a sconfitta.